# بيت إكسا
بيت إكسا، قرية فلسطينية قرب القدس.

## الموقع الجغرافي
تقع إلى الشمال الغربي من مدينة القدس، وتبعد عنها حوالي 9 كم، تحدها قرى بدو وقرية بيت سوريك والنبي صموئيل ولفتا و.وقولونيا. وبيت محسير. يصلها طريق داخلي طوله 1.3كم، يربطها بالطريق الرئيسي.
ترتفع حوالي 760 م عن سطح البحر، تبلغ مساحة أراضيها حوالي 9273 دونما، ويحيط بها أراضي قرى بيت حنينا، النبي صموئيل، بيت سوريك. قدر عدد سكانها عام 1922 حوالي (791) نسمة، وفي عام 1945 حوالي (1410) نسمة، وفي عام 1967 كان حوالي (633)، وفي نسمة، وفي عام 1987 حوالي (949) نسمة، وفي عام 1996 زاد العدد إلى (1259) نسمة. يوجد في القرية آثار وخربة العلاونه وتقع شمال القرية وخربة اللوزة في غربها، صادرت سلطات الاحتلال جزءا من أراضيها وأقامت عليها مستعمرة (عطروت) أنشأت عام 1970، ومستعمرة (راموت) أنشأت عام 1973.
ومن علامات قرية بيت إكسا المميزة هناك أشجار البلوط المعمرة وتشتهر باسم أبو ليمون.

## البناء والمرافق
يقع في وسط القرية بنايات قديمة لأغلبها يعود للحقبة العثمانية.
كما تحتوي القرية على مسجد ومدرسة للذكور وأخرى للإناث ومقر للمجلس المحلي ودار للقرآن الكريم وروضة أطفال وعيادة صحية.
وفي القرية آبار مياه من أشهرها عين لوزه وبير الشامي وعين طلمه وآبار أخرى
== المواصلات
كانت للقرية باص يسير بشكل منتظم من القرية للقدس عن طريق بيت حنينا ثم شعفاط. وبعد الإغلاقات تم تحويل الخط إلى رام الله.
حاليأ تعتبر القرية الممر الأكثر استعمالاً لكل من قرى: بدو وبيت سوريك والقبيبة وبيت عنان وقطنة.
اما الآن فقد الغيت الطرق إلى رام الله وأصبحت الطريق إلى رام الله من بير نباللا والجيب اما بيت اكسا فقد تم عزلها بحاجز عسكري يمنع دخول من هم ليسوا من سكان القرية، وهناك باصات صغيرة تخدم أهل القرية وجميع الباصات تابعة لجمعية بيت إكسا التعاونية للنقل.

## تاريخ القرية
تعرضت القرية إلى الانتداب البريطاني الذين حكموا فلسطين والمنطقة العربية لسنوات طويلة، في حينها كانت تسمى القرية بـ بيت الأقصى الغربي، ولكن نتيجة الاستعمار تغير اسمها إلى بيت اكسا كما هو حالياً، وهناك رواية قوية المصداقية تشير أن اسم القرية يعود لكونها مركزا لقوات صلاح الدين الأيوبي، فكانت مركزا لجيشه وسميت بيت الكساء أثناء حربه ضد الصليبيين. ثم جاء الاحتلال الصهيوني في عام 1948 بعد قرار الجمعية العامة للأمم المتحدة تقسيم فلسطين مما أدى إلى تدمير معظم مساكن القرية ومرافقها وتم تهجير معظم سكانها ونزوحهم، حيث لجأ معظمهم إلى الأردن ولكن بعد الاتفاقيات قام معظم السكان بالعودة مرة أخرى عندما أصبحت بيت اكسا تحت حكم المملكة الأردنية الهاشمية.
بقيت بيت اكسا تحت حكم المملكة حتى هزيمة العرب في حرب النكبة عام 1967 مما أدى إلى نزوح معظم سكانها مرة أخرى إلى الضفة الشرقية من النهر على أمل العودة قريباً إلى ديارهم.
تقع معظم اراضيها تحت الاحتلال الإسرائيلي، حيث يعاني سكانها من شح الموارد الاقتصادية والتعليمية، بالإضافة إلى الحواجز العسكرية ونقاط التفتيش التي تعيق حرية حركة أهل القرية داخل الضفة الغربية.

### المُهجرون
يشار إلى أهل بيت اكسا بالكساونة أو آل كسواني مع الإشارة بأنه يوجد نفس اسم العائلة في سوريا نسبة لقرية الكسوة.
للكساونة أكبر تجمع سكاني في العاصمة الأردنية عمّان حيث نزح معظمهم إليها بعد نكبة 67 بالإضافة إلى تجمعات أخرى في أمريكا الشمالية والجنوبية حيث لهم المنتديات والجمعيات المحلية.